# Фънк метъл
Фънк метъл (познат също като траш фънк, фънккор или пънк-фънк) е подстил на алтърнатив метъл музиката и фънк рока, който смесва хевиметъл и фънк.

## История
Според Allmusic корените на фънк метъла са от средата на 80-те години, когато Red Hot Chili Peppers и Fishbone започват да свирят смесица от фънк и метъл. Faith No More е фънк метъл група с използване на рап метъл. Rage Against the Machine смесват фънк, метъл и рап, но с елементи на пънк рок.

## Групи
Faith No More, Finger Eleven, Gargamel!, Jane's Addiction, L.A.P.D., Limp Bizkit, Living Colour, Queen Anne's Revenge, Snot, Ugly Kid Joe
|  | Тази страница частично или изцяло представлява превод на страницата Funk metal в Уикипедия на английски. Оригиналният текст, както и този превод, са защитени от Лиценза „Криейтив Комънс – Признание – Споделяне на споделеното“, а за съдържание, създадено преди юни 2009 година – от Лиценза за свободна документация на ГНУ. Прегледайте историята на редакциите на оригиналната страница, както и на преводната страница, за да видите списъка на съавторите. ВАЖНО: Този шаблон се отнася единствено до авторските права върху съдържанието на статията. Добавянето му не отменя изискването да се посочват конкретни източници на твърденията, които да бъдат благонадеждни. |